# Ken Levine (scenárista)
Ken Levine (* 14. února 1950 Santa Monica) je americký scenárista, režisér, producent a spisovatel. Levine pracoval na řadě televizních seriálů, například M*A*S*H, Na zdraví, Frasier, Simpsonovi, Wings, Raymonda má každý rád, Becker a Dharma a Greg. Spolu se svým scenáristickým partnerem Davidem Isaacsem vytvořil seriál Téměř dokonalý.
Levine byl také spoluautorem scénářů k celovečerním filmům Blázni a dobrovolníci a Mannequin Two: On the Move. Působil rovněž jako rozhlasový a televizní komentátor zápasů Major League Baseball, spolupracoval s týmy Baltimore Orioles (1991), Seattle Mariners (1992–1994, 2011–2012) a San Diego Padres (1995–1996). V letech 2008–2010 spoluvytvářel rozhlasový pořad KABC Dodger Talk po každém zápase Los Angeles Dodgers a také týdenní pořad Sunday Night Sports Final. Během svého druhého působení u Mariners se vrátil, aby pomohl nahradit zesnulého Davea Niehause.

## Další práce
Několik let v 70. letech byl Levine diskžokejem a používal jméno „Beaver Cleaver“ na několika rozhlasových stanicích na západním pobřeží Top 40, včetně KYA San Francisco, KFMB-FM San Diego a KTNQ, KIQQ a KHTZ Los Angeles.
Levine je autorem několika knih a také blogu By Ken Levine, který časopis Time zařadil mezi 25 nejlepších blogů roku 2011. Ačkoli Levineův blog zahrnuje mnoho jeho osobních zájmů (včetně sportu), jádrem obsahu jsou televizní pořady, psaní pro televizi a otázky a odpovědi týkající se různých pořadů, kde byl Levine součástí scenáristického týmu.
Blogový příspěvek z roku 2014, v němž vzdal hold dramatikovi Neilu Simonovi, vedl k tomu, že Levine v lednu 2015 jednoho večera na kabelovém televizním kanálu Turner Classic Movies uváděl 17 filmů, jejichž autorem je Simon.
V roce 2017 Levine spustil týdenní podcast Hollywood & Levine, který se věnuje podobným tématům jako jeho blog, spolu s příležitostnými rozhovory.

## Komentáře o Roseanne Barrové
V článku, který Los Angeles Times nazvaly „blogovým soubojem“, Levine reagoval na tvrzení Roseanne Barrové v New York Magazine, že její sitcom Roseanne je odsouzen k zániku kvůli sexismu a nedostatku tvůrčí kontroly. Levine uvedl: „Roseanne je monstrum. Na tom nic nezmění žádné točení z její strany. Žádné nářky typu ‚běda mi‘, ‚nikdo mi nerozumí‘, ‚jsem jediná, koho to zajímá‘ nezmění skutečnost, že se k lidem chovala jako k hovnu. Rutinně. Neustále. Vědomě.“.
Barrová odpověděla obscénní replikou, která obsahovala i tuto výzvu: „Jsem si celkem jistá, že ženy, které pro vás v minulosti pracovaly (pokud skutečně nějaké byly), pracovaly v nepřátelském pracovním prostředí. Dejte mi vědět, spisovatelky – jak se s vámi zacházelo ve štábu Kena Levina?“. Levine zveřejnil odpověď od spolutvůrce seriálu Téměř dokonalý Robina Schiffa: „V branži je mnoho sexistických chlapů, ale Ken Levine mezi ně nepatří. Nejvíc sexistická věc, kterou kdy udělal, bylo, že s ostatními muži v místnosti žvanil o baseballu, přestože jsem se viditelně nudil. To je těžko důvod k lynčování.“.

## Scenáristická filmografie

### DílySimpsonových
2. řada
- Homer maskotem

3. řada
- Hromská sobota

### DílyM*A*S*He
5. řada
- Sejde z očí, sejde z mysli
- Nezapomenutelné osobnosti
- Pooperační

6. řada
- Olympiáda v M*A*S*Hi
- Kupec Korejský
- Pacient 4077
- Winchester a Mr. Hyde

7. řada
- Mír s námi
- Naše nejlepší okamžiky
- Billfoldův syndrom
- Nikdo to nemá rád horké
- Volaní korejského větru
- Na vlastní oči
- Noc u Rosie
- Ach ta láska

8. řada
- Sbohem Radare 1
- Sbohem Radare 2